# Ležiachov
Ležiachov (allemand : Leschichau, hongrois : Lézsa) est un village de Slovaquie situé dans la région de Žilina.

## Histoire
La première mention écrite du village date de 1252.

## Démographie

### Évolution de la population
| Année:               | 1994. | 2004.   | 2014.   | 2024.   |
| -------------------- | ----- | ------- | ------- | ------- |
| Nombre de personnes: | 136   | 144     | 158     | 164     |
| Différence:          |       | +5,88 % | +9,72 % | +3,79 % |

| Année:               | 2023. | 2024.   |
| -------------------- | ----- | ------- |
| Nombre de personnes: | 168   | 164     |
| Différence:          |       | -2,38 % |